# Las Vegas Strip Circuit
El Circuit de Las Vegas Strip, anomenat oficialment, en anglès, Las Vegas Strip Circuit i conegut anteriorment com a Las Vegas Street Circuit, és un circuit urbà semipermanent situat a la famosa avinguda Las Vegas Strip de Paradise (Nevada), a tocar de Las Vegas.

## Història
El 31 de març de 2022 es va fer públic el retorn del Gran Premi de Las Vegas al calendari del Campionat del Món de Fórmula 1 (la darrera edició, disputada a l'antic circuit del Caesars Palace, datava del 1982) i es va anunciar que se celebraria de nit i en un nou circuit urbà, del qual es va facilitar el primer projecte. Aquest nou circuit és la segona seu d'aquest Gran Premi i la dotzena dels Estats Units d'un Gran Premi de Fórmula 1 en total.
El 2 de setembre del 2022 es va publicar una versió actualitzada del circuit, amb l'afegit d'una variant. El maig d'aquell any, el Formula One Group havia comprat una finca de 39 acres (16 ha) entre Koval Lane i Harmon Avenue, on es van construir la zona del pàdoc i la pit lane.
El març de 2023, el circuit va ser rebatejat com a Las Vegas Strip Circuit pel fet de la seva ubicació. El disseny del traçat es va encarregar a l'empresa Tilke GmBH, de l'enginyer alemany Hermann Tilke, i el director del projecte fou el seu fill Carsten.

## Característiques
El traçat empra quasi exclusivament vies urbanes, tret del tram entre els revolts 17 i 4, que és la zona del pàdoc i la pit lane (que són permanents). El circuit, escollit entre 31 models preseleccionats, es recorre en sentit antihorari, té una longitud de 6,201 km (és el segon més llarg de la F1 per darrere del de Spa-Francorchamps) i consta de 17 revolts, 11 a l'esquerra i 6 a la dreta. El traçat ofereix dues rectes per a l'ús del DRS, la mateixa Las Vegas Strip i Harmon Avenue. La segona és la més llarga i fa 1,9 km, de manera que permet assolir-hi una velocitat estimada de 342 km/h.
El circuit comptava originalment amb 14 revolts, amb un gran gir de 180° al voltant de l'Sphere, que corresponia al revolt 6. El disseny actual presenta una variant.
El rècord de volta, establert per George Russell amb un Mercedes en la classificació per al Gran Premi de Las Vegas del 2024, és d'1'32"312.